# Aggersborg (burcht)

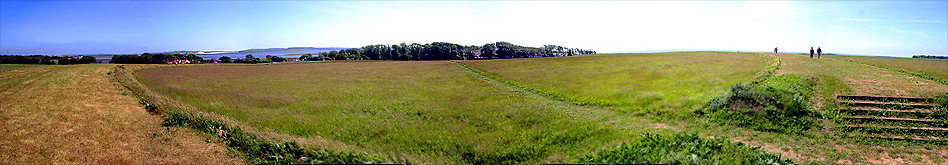
Aggersborg

Aggersborg is de grootste Vikingburcht van Denemarken en bevindt zich in Noord-Jutland, ten noorden van de Limfjord bij Aggersund.  De burcht staat sinds 2023 op de Unesco-Werelderfgoedlijst als onderdeel van de inschrijving Ringwalburchten uit de Vikingtijd.

## Burcht
De diameter van de versterking is 288 meter, met de gracht meegerekend. De omwalling is 240 meter in diameter. De aarden wal, waarop een houten omheining stond, was destijds ongeveer 8 m breed, 4 m hoog met een gracht van zo'n 1,30 meter diep. De huidige wal is lager en werd in 1990 aangelegd om de ligging van oorspronkelijk wal aan te duiden. De vier toegangswegen in kruisvorm liepen door een tunnel door de wal. De burcht werd in de jaren 1945, 1947 en 1948 opgegraven.

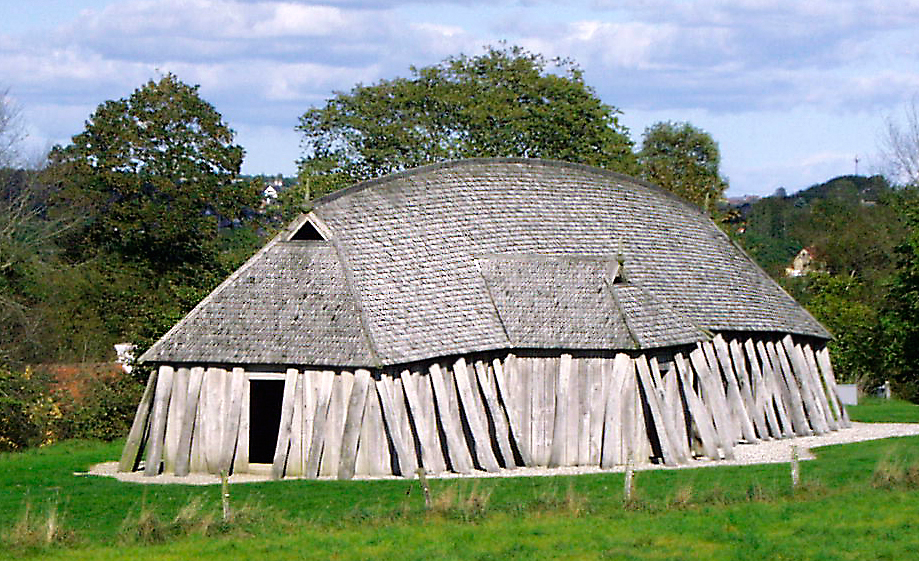
Gereconstrueerd langhuis uit de Vikingtijd in het Deense Fyrkat

De burcht is waarschijnlijk rond 980 gebouwd, onder de regering van Sven Gaffelbaard (Svend Tveskæg). Eerder lag op deze plaats een dorp, want er zijn resten van bebouwing uit de 9e en 10e eeuw gevonden. Vermoedelijk hebben binnen de omwalling 48  langhuizen gestaan van 32,5 m lang en 8,5 m breed, genoeg om ongeveer 5000 personen te herbergen tijdens een belegering.

## Geschiedenis
Volgens de geschiedschrijving van Aelnoth uit Odense werd de burcht in 1086 geplunderd tijdens een opstand tegen Knoet IV van Denemarken (Knoet de Heilige) (Knud IV. den Hellige).

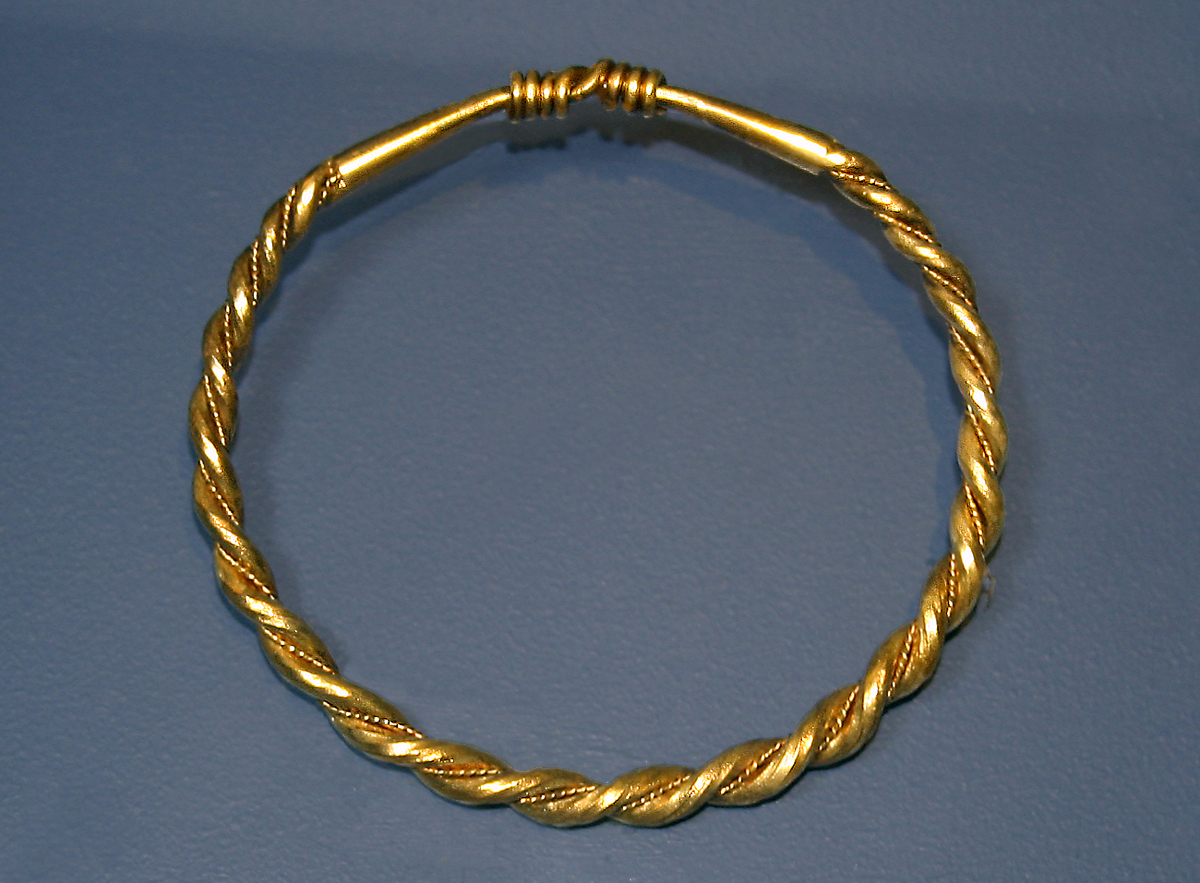
In de Aggersborg opgegraven torque

## Opgraving
Op het grondgebied van de Aggersborg werden diverse oude artikelen gevonden, waaronder een gouden armband, parels uit bergkristal en glaswerk.

## Vergelijking met andere ringwalvestingen
| locatie               | binnen- doorsnee | wal- breedte | aantal langhuizen | langhuis lengte |
| --------------------- | ---------------- | ------------ | ----------------- | --------------- |
| Aggersborg            | 240 m            | 11 m         | 48                | 32,0 m          |
| Borgeby               | 150 m            | 15 m         |                   |                 |
| Borrering             | 122 m            |              |                   |                 |
| Trelleborg (Slagelse) | 137 m            | 17,5 m       | 16 + 15 = 31      | 29,4 m          |
| Trelleborg (Skåne)    | 125 m            |              |                   |                 |
| Fyrkat                | 120 m            | 13 m         | 16                | 28,5 m          |
| Nonnebakken           | 120 m            |              |                   |                 |